# 三氟化锎
三氟化锎是一种锎的氟化物，化学式 CfF3。

## 性质
三氟化锎是一种黄绿色固体，有两种结构。在低温下，它是正交晶系的（YF3结构），晶格参数 a = 665.3(3) pm、b = 703.9(1) pm 和c = 439.3(3) pm。在高温下，它是三方晶系的（LaF3结构），晶格参数a = 694.5(3) pm 和 c = 710.1(2) pm。

## 扩展阅读
- Richard G. Haire: Californium （页面存档备份，存于）, in: Lester R. Morss, Norman M. Edelstein, Jean Fuger (Hrsg.): The Chemistry of the Actinide and Transactinide Elements, Springer, Dordrecht 2006; ISBN 1-4020-3555-1, S. 1499–1576 (doi:10.1007/1-4020-3598-5_11).